# Кветлук (Аљаска)
Кветлук (енгл. Kwethluk) град је у америчкој савезној држави Аљаска.

## Демографија
По попису из 2010. године број становника је 721, што је 8 (1,1%) становника више него 2000. године.
| Група                 | 2000.       | 2010.       |
| Амерички староседеоци | 662 (92,8%) | 679 (94,2%) |
| Белци                 | 34 (4,8%)   | 16 (2,2%)   |
| Афроамериканци        | 1 (0,1%)    | 0 (0,0%)    |
| Азијати               | 2 (0,3%)    | 1 (0,1%)    |
| Хиспаноамериканци     | 0 (0,0%)    | 0 (0,0%)    |
| Укупно                | 713         | 721         |